# Smelowskia ovalis
Smelowskia ovalis là một loài thực vật có hoa trong họ Cải. Loài này được M.E.Jones miêu tả khoa học đầu tiên năm 1895.